# ريتشارد ويلسون (فيزيائي)
ريتشارد ويلسون (بالإنجليزية: Richard Wilson) (و. 1926 – م) هو فيزيائي، من المملكة المتحدة، وهو عضوٌ في الأكاديمية الأمريكية للفنون والعلوم. نسخة محفوظة 22 مايو 2018 على موقع واي باك مشين.

## التعليم
تعلم في جامعة أكسفورد، ومدرسة القديس بولس ‏، وكنيسة المسيح، أكسفورد.

## مناصب وهيئات
أدار جامعة هارفارد.

## جوائز
حصل على جوائز منها:
- جائزة أندريه ساخاروف [الإنجليزية]‏ (2012)
- زمالة غوغنهايم.